# Римское некатолическое кладбище
Римское некатолическое кладбище (итал. il Cimitero acattolico di Roma), также известное как Римское английское кладбище (итал. Cimitero degli Inglesi), Римское протестантское кладбище (итал. Cimitero dei protestanti), Некатолическое кладбище на Тестаччо (итал. Cimitero acattolico al Testaccio), кладбище художников и поэтов (итал. Cimitero degli artisti e dei poeti) — некрополь в Риме у ворот Св. Павла, составляющих часть древней стены Аврелиана. Располагается в районе Тестаччо, у подножия холма Авентин, прилегая к пирамиде Гая Цестия (погребальному мавзолею 12 года до н. э.), по адресу: улица Гая Цестия, 6.

## Описание

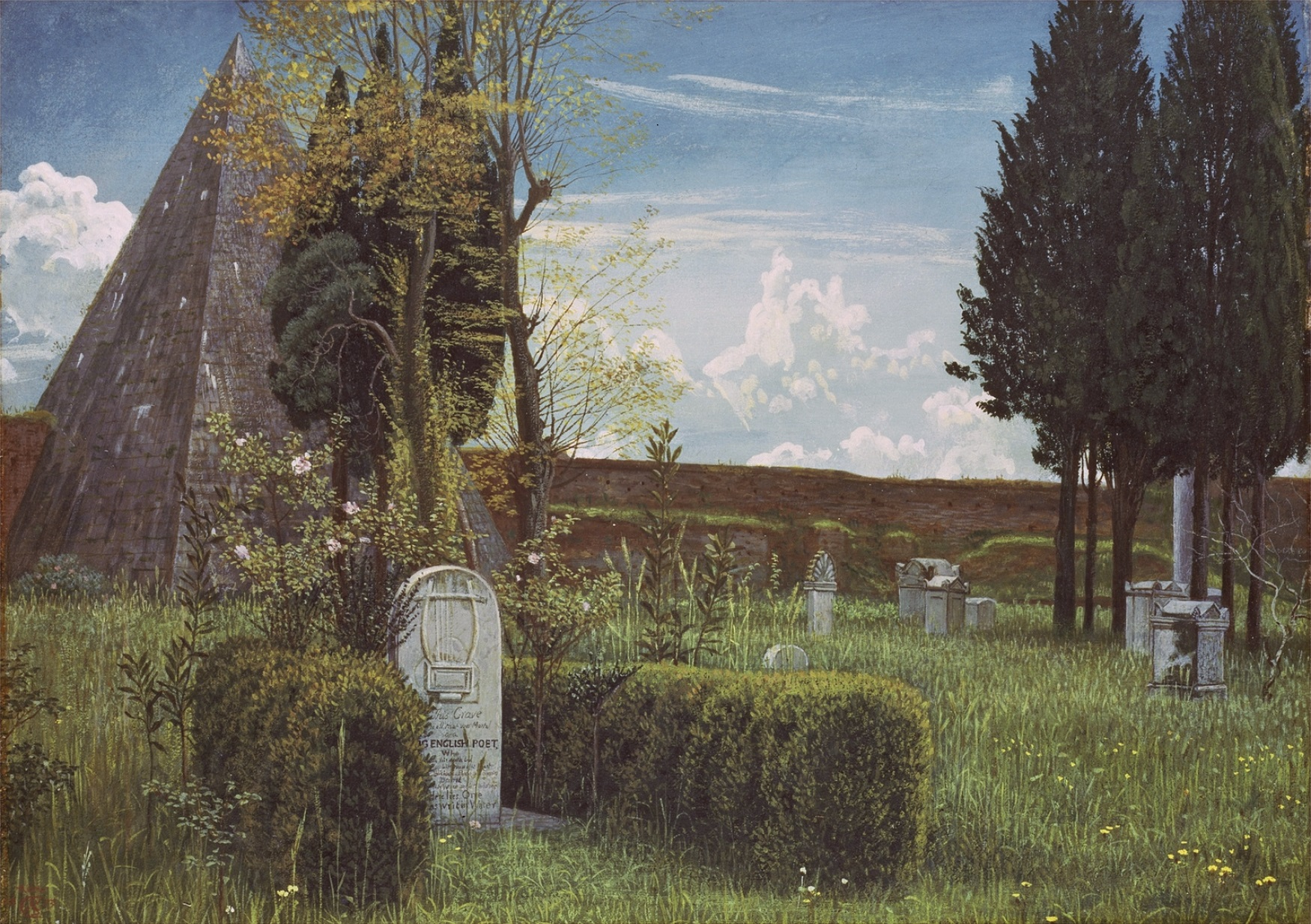
Уолтер Крейн. «Могила Шелли на Римском протестантском кладбище», 1873 (на самом деле на переднем плане изображено надгробие Джона Китса)

Первое захоронение относится к 1738 году — могила оксфордского студента по имени Лэнгтон (англ. Langton), который умер от падения с лошади в возрасте 25 лет.
В 1803 году здесь был похоронен сын Вильгельма фон Гумбольдта, прусского министра при Святом Престоле.
Кладбище официально было открыто указом госсекретаря при папе Пие VII Кьярамонти 11 октября 1821 года. Решение было принято ввиду всё большего числа путешествующих иностранцев, в основном студентов, писателей и художников, которые в эпоху романтизма и неоклассицизма отправлялись в Рим с севера Европы, и которые также, бывало, умирали там, как это случилось, например, с английским поэтом Джоном Китсом в том же году. В большинстве своём это были протестанты, которых не разрешалось хоронить вместе с католиками.

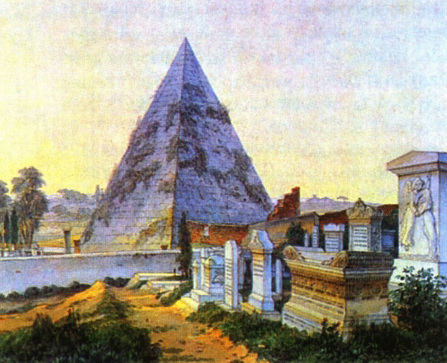
М. И. Лебедев. «Могила княжны П. П. Вяземской в Риме». 1835. На заднем плане изображена пирамида Цестия.

Здесь похоронены не только протестанты, но и принадлежащие к другим некатолическим вероисповеданиям, а в новейшие времена также атеисты и иные известные деятели Италии, посчитавшие необходимым подчеркнуть свою принадлежность к культуре, альтернативной «традиционным устоям» окружающего общества (начало этой последней традиции положило, после падения фашизма, перезахоронение на Тестаччо основателя Итальянской коммунистической партии Антонио Грамши).
Среди других национальных «зон», образовавшихся на территории кладбища за века, здесь сосредоточено множество могил россиян (по гражданству или происхождению) — как дореволюционных времён, так и различных волн эмиграции XX века.

## Похороненные на кладбище Тестаччо
См. также: Похороненные на кладбище Тестаччо

Надгробия
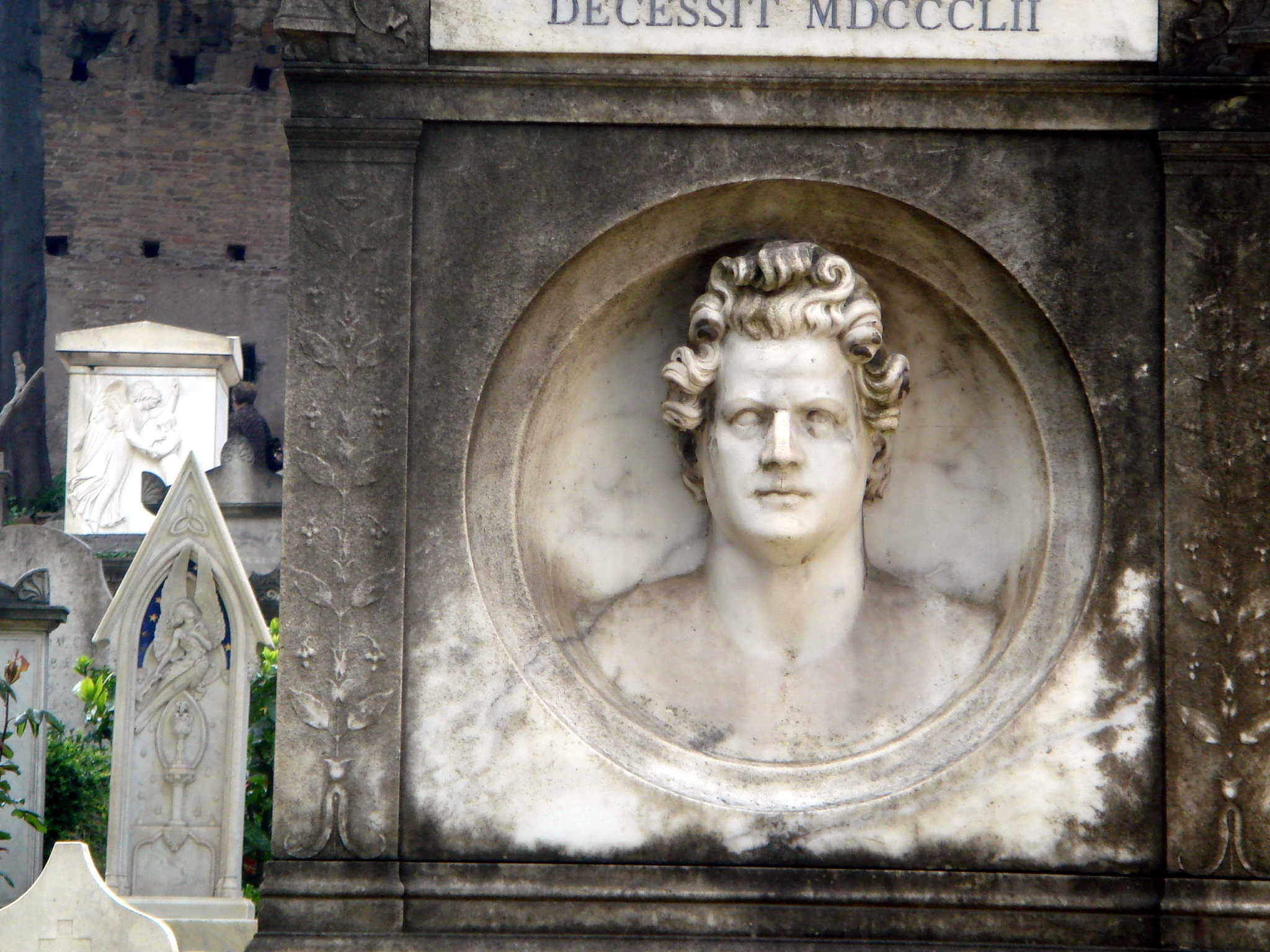
Могила Карла Брюллова
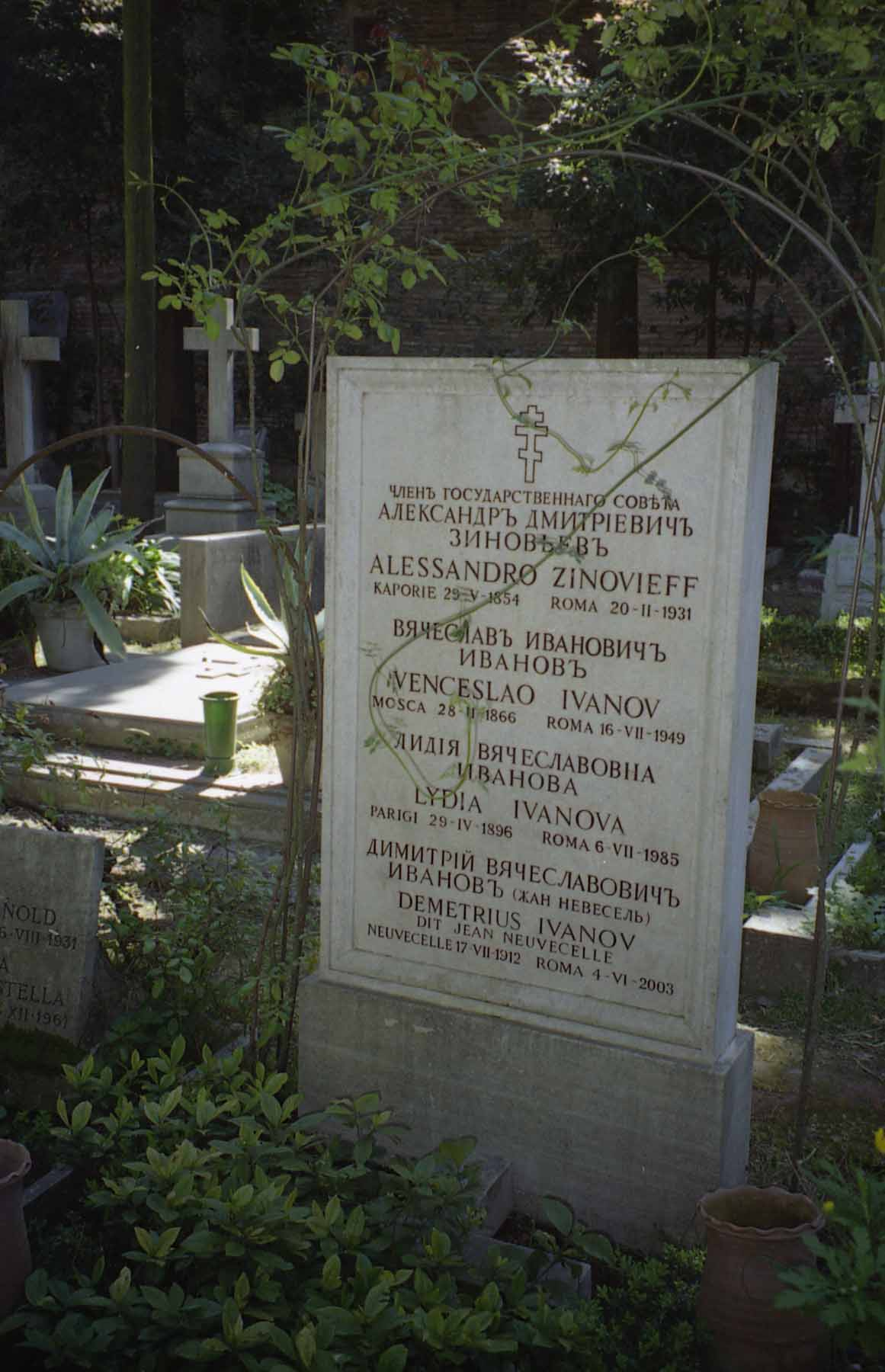
Могила Вячеслава Иванова
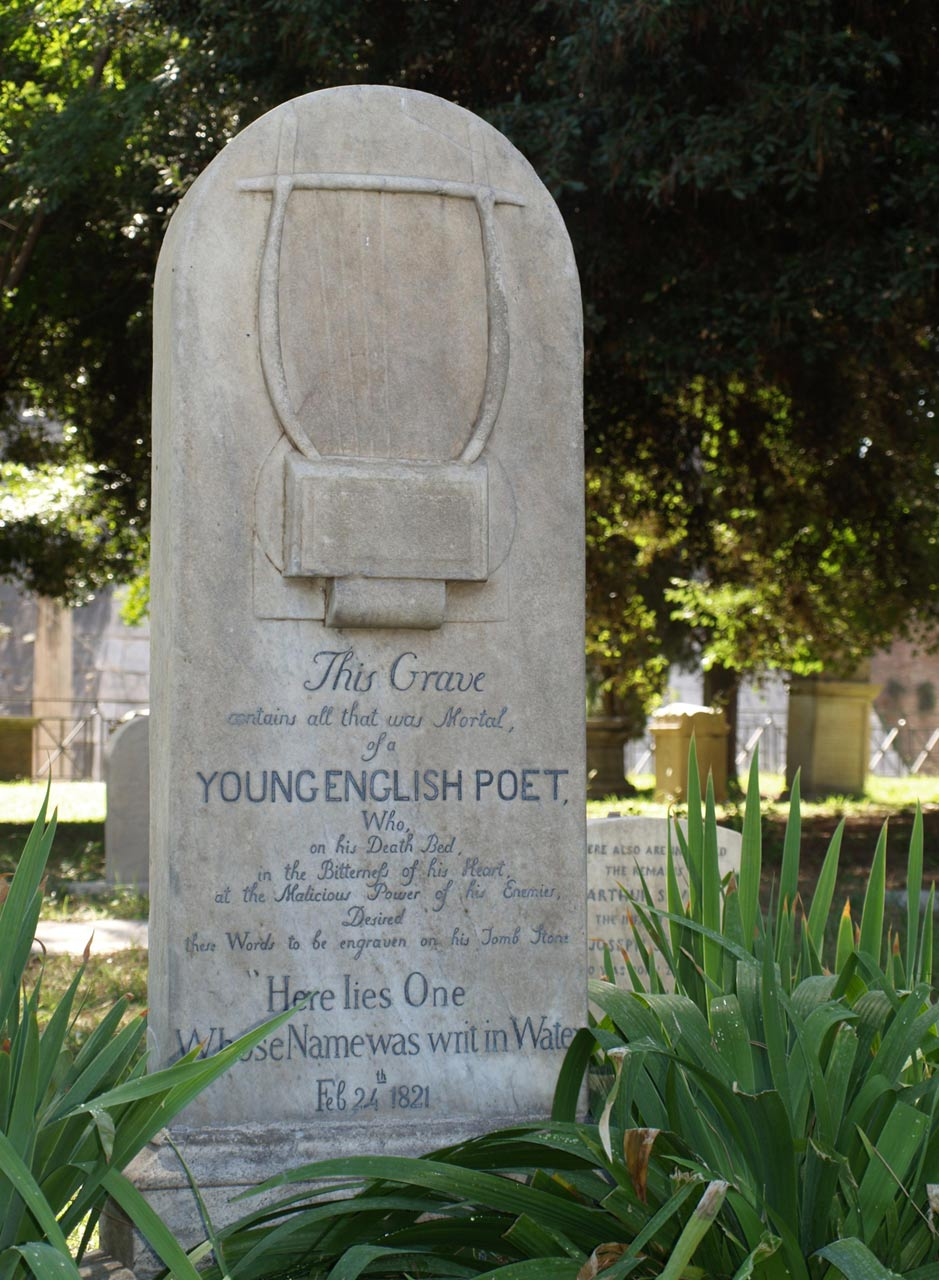
Надгробие Джона Китса
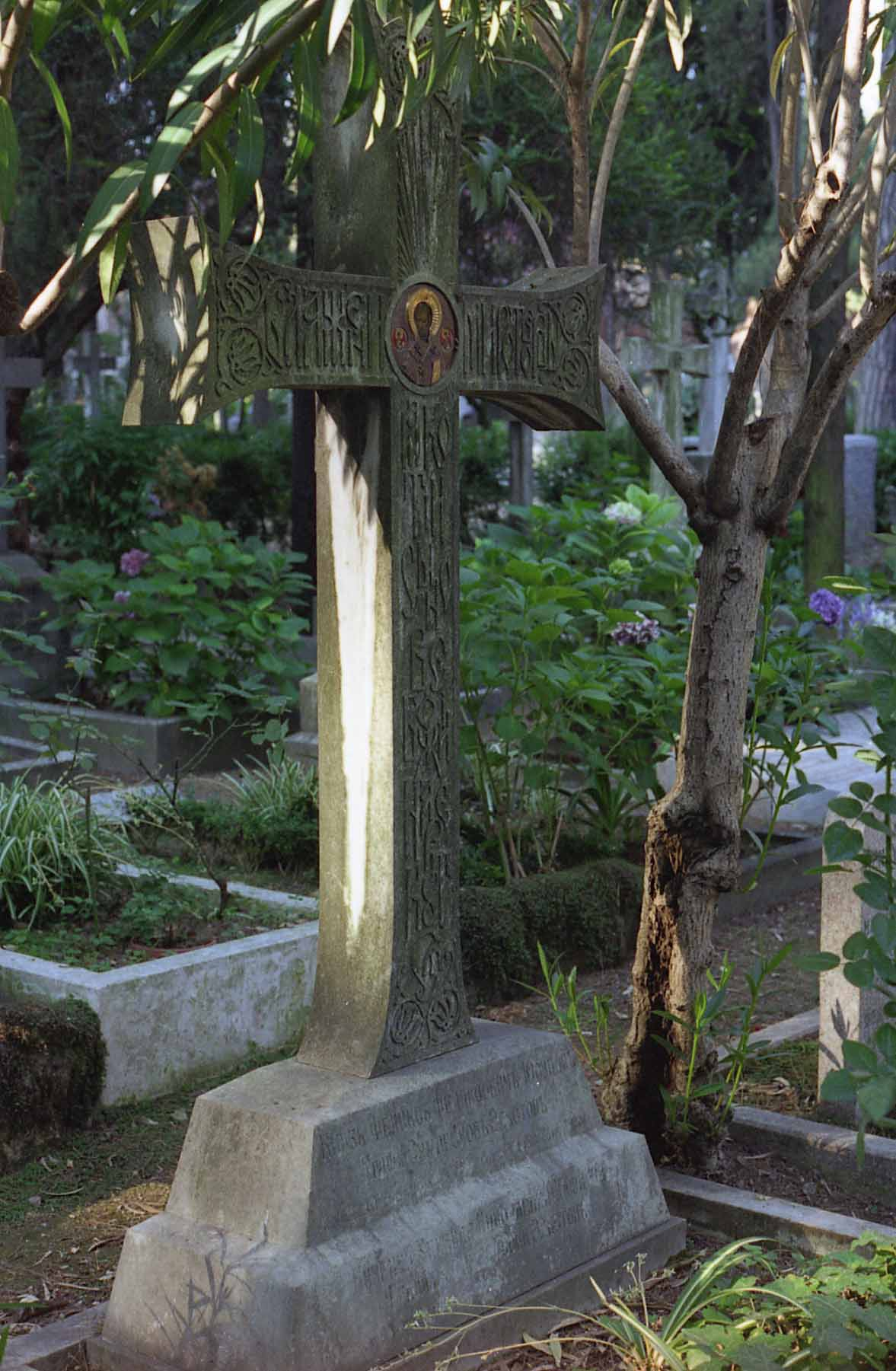
Могила князя Феликса Феликсовича Юсупова (старшего)

## Образ в литературе

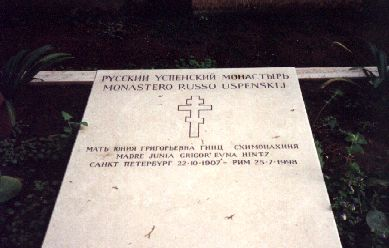
Надгробие на могиле монахини Иунии Гиц на участке Успенского монастыря кладбища Тестаччо в Риме

На кладбище была похоронена заглавная героиня романа Генри Джеймса Дейзи Миллер (1878).
Могиле Антонио Грамши посвящено знаменитое собрание стихотворений Пьера Паоло Пазолини «Прах Грамши» 1950-х годов (см. итал. — Le ceneri di Gramsci)
В марте 1835 года на кладбище была похоронена умершая в Риме от чахотки юная княжна Прасковья Петровна Вяземская. Её отец — знаменитый русский поэт князь Петр Андреевич Вяземский. Он посвятил могиле дочери стихотворение «К Риму». В XIX веке могила Прасковьи Вяземской была объектом паломничества русских путешественников в Риме, ей посвятила стихи княгиня Зинаида Волконская, навещал Гоголь.

## Комментарии
1. ↑  Прасковья Петровна Вяземская (1817—1835) — дочь поэта Петра Андреевича Вяземского и его супруги Веры Фёдоровны Вяземской.